# Ivelisse Vélez
Ivelisse Milagro Vélez (ur. 21 września 1987) – portorykańska wrestlerka znana głównie z występów w niezależnych organizacjach w Stanach Zjednoczonych. Od 2014 roku występuje w Lucha Underground pod pseudonimem ringowym Ivelisse.

## Kariera wrestlerska

### Wczesna kariera (2002–2011)
Zainteresowanie nią wrestlingiem Ivelisse Vélez przypisuje swojemu bratu. Zaczęła trenować w 2002 roku, w wieku 15 lat. W 2004 roku debiutowała w portorykańskiej organizacji wrestlerskiej World Wrestling Council. Występowała także w International Wrestling Association, a po zdobyciu doświadczenia przeprowadziła się do Chicago i występowała w lokalnych organizacjach stanu Illinois, takich jak Windy City Pro Wrestling, All American Wrestling, Dreamwave Wrestling i Chicago Style Wrestling.

### World Wrestling Entertainment (2011–2012)

#### Tough Enough (2011)
W marcu 2011 roku ogłoszono, że Ivelisse Vélez będzie jedną z czternastu konkurentek powracającego do emisji reality show Tough Enough, którego celem było wykreowanie przyszłych gwiazd World Wrestling Entertainment (WWE). Trenerzy wyrażali się o niej pozytywnie: Booker T powiedział, że Vélez przewyższa swoimi umiejętnościami zarówno konkurentki, jak i konkurentów, Trish Stratus wyraziła chęć zmierzenia się z nią w ringu, a Stone Cold Steve Austin powiedział, że jej miejsce jest w ringu. Vélez odpadła z programu 10 maja, w 6 odcinku, z powodu kontuzji, jednak niedługo potem podpisała kontrakt na występy w WWE.

#### Florida Championship Wrestling (2011–2012)
W klubie farmerskim Florida Championship Wrestling (FCW) debiutowała pod pseudonimem ringowym Sofia Cortez w dark matchu – w walce tag teamów 3 na 3 razem z Cameron Lynn i Audrey Marie pokonała Caylee Turner, Leah West i Raquel Diaz. Pierwszy raz wystąpiła w odcinku emitowanym 25 grudnia 2011. Razem z Caylee Turner pokonała wtedy Cameron Lynn i Kaitlyn. 11 marca 2012 razem z Paige i mistrzynią diw FCW Raquel Diaz utworzyła tag team heelów. Jej główną rywalką była Audrey Marie. Gdy jednak Paige stała się główną pretendentką do tytułu, Vélez wstawiła się właśnie za nią, a nie za jej nową rywalką, Raquel Diaz.

#### NXT (2012)
Po przeobrażeniu się Florida Championship Wrestling w WWE NXT, Vélez debiutowała w nowej organizacji 4 lipca 2012 roku, w odcinku nakręconym w Full Sail University. Zwyciężyła wtedy walkę przeciwko Paige. 25 lipca pokonała Natalyę, ale po walce została zaatakowana przez przeciwniczkę, co miało być początkiem ich rywalizacji. 22 sierpnia 2012 stoczyła swój ostatni pojedynek w organizacji – walczyła z Taminą Snuką i przegrała. Później w sierpniu ogłosiła swoje odejście z WWE. Vélez uważa, że jej zwolnienie było efektem tego, że jako pierwsza zgłosiła zażalenie na Billa DeMotta, trenera w NXT. Zarzuty dotyczyły fizycznego znęcania się, napastowania seksualnego i rasistowskich obelg. DeMott nie przyznał się do zarzutów, ale ostatecznie ustąpił ze stanowiska.

### Total Nonstop Action Wrestling (2012–2013)
11 października 2012 Vélez miała swoją próbną walkę w Total Nonstop Action Wrestling (TNA). Przegrała przeciwko Tarze. 24 lutego 2013 zapowiedziano, że Vélez weźmie udział w wyzwaniu TNA Gut Check. W ramach wyzwania 28 lutego pokonała Lei’D Tapę w programie Impact Wrestling. 7 marca Vélez została wyeliminowana z TNA Gut Check, więc nie otrzymała kontraktu na występy w organizacji. Powróciła do TNA w 2013 roku, na gali One Night Only: Knockouts Knockdown, gdzie ponownie przegrała z Lei’D Tapą. Pojawiła się też na gali TNA One Night Only: World Cup of Wrestling jako członek drużyny Aces & Eights, wraz z D.O.C., Knux, Mr. Andersonem i Wes Brisco. Pokonała walczącą po stronie Team USA Mickie James. Drużyna Aces & Eights awansowała do finału, ale została pokonana przez Team USA. Vélez została wyeliminowana przez Mickie James.

### Shine Wrestling (od 2012)
Debiutowała w organizacji Shine Wrestling 16 listopada 2012 na gali Shine 5, gdzie została pokonana przez Athenę. 11 stycznia 2013 na Shine 6 pokonała Su Yung. Później tej nocy ogłoszono powstanie stajni Valkyrie – należały do niej Rain, Allysin Kay, Taylor Made, April Hunter i Vélez. 23 marca 2013 na gali Shine 8 grupa Valkyrie pokonała zespół złożony z Amazing Kong, Angeliny Love, Mii Yim i Christiny Von Eerie. 19 kwietnia 2013 na gali Shine 9 została pokonana w fazie kwalifikacyjnej przez Jazz w turnieju o mistrzostwo Shine Championship. 14 stycznia 2014 pokonała mistrzynię Rain i odebrała jej Shine Championship. W czasie jej panowania Valkyrie wyrzuciły Vélez ze stajni. Mistrzyni skutecznie obroniła tytuł w walkach przeciwko Mercedes Martinez, Levie Bates i Jazz, zarówno w czasie normalnych wydarzeń, jak i pay-per-view. Na gali Shine 20 obroniła mistrzostwo w trwającej godzinę i zakończonej remisem walce przeciwko Serenie Deeb. 16 listopada 2014, w czasie specjalnego wydarzenia w Chinach, została pokonana przez Mię Yim i straciła tytuł.
2 października 2015, na gali Shine 30, pokonała Thunderkitty, a 17 czerwca po raz drugi zdobyła Shine Championship, tym razem w walce czterech zawodniczek. W pojedynku uczestniczyły także mistrzyni Shine Taylor Made, mistrzyni Shimmer Madison Eagles i mistrzyni TNA Knockouts Allysin Kay. 13 stycznia 2017 musiała zwakować mistrzostwo z powodu kontuzji.
12 maja 2017 ona i Mercedes Martinez jako tag team Las Sicarias zdobyły mistrzostwo Shine Tag Team Championship, pokonując dotychczasowe posiadaczki tytułu, Raquel i Santanę Garrett.

### Lucha Underground (od 2014)
Vélez debiutowała w Lucha Underground w odcinku z 5 listopada 2014. Od tego momentu występowała pod pseudonimem ringowym Ivelisse. W swojej debiutanckiej walce razem z Son of Havoc została pokonana przez Sexy Star i Chavo Guerrero Jr. Ivelisse, Havoc i Angélico wkrótce utworzyli tag team i 8 lutego 2015 wygrali turniej Lucha Underground Trios oraz zostali inauguracyjnymi mistrzami Lucha Underground Trios. 18 lutego pokonała Angélico, było to jej pierwsze zwycięstwo w walce 1 na 1. Ivelisse, Havoc i Angélico skutecznie obronili swoje mistrzostwa 20 maja w walce typu ladder match przeciwko The Crew (Cortez Castro, Mr. Cisco i Bael) oraz 3 czerwca w walce przeciwko Cage’owi, DelAvar Daivari i Big Ryck. 29 lipca na gali Ultima Lucha Part 1 Ivelisse, Havoc i Angélico utracili mistrzostwa przegrywając z The Disciples of Death (Barrio Negro, Trece i El Sinestro de la Muerte). Ich przeciwnikom pomogła ingerencja Catriny.
27 stycznia 2016, w premierowym odcinku 2 sezonu, Ivelisse pokonała Son of Havoc i Angélico i zdobyła szansę na walkę o mistrzostwo Lucha Underground Championship, ale przegrała z mistrzem, Milem Muertesem.

### Inne organizacje
20 sierpnia 2011 wystąpiła na gali IPW Reign Of The Insane – 10th Anniversary Show organizacji Insanity Pro Wrestling. Została pokonana przez Nevaeh.
W grudniu 2012 ogłoszono, że została członkiem stajni Los Perros del Mal (pol. Psy zła), występującej w różnych organizacjach. Debiutowała jako jej reprezentantka 1 stycznia 2013 na wydarzeniu organizowanym przez samą stajnię. Wraz z Cósmico i Eitą pokonała wówczas Celestial, Flamita i Sexy Lady. 21 kwietnia pokonała Alissę Flash i zdobyła tytuł PWR Women's Championship w organizacji Pro Wrestling Revolution. Utraciła mistrzostwo 11 maja po przegranej rewanżowej walce z Alissą Flash, która występowała już pod nowym pseudonimem – Cheerleader Melissa.
4 października 2012 debiutowała w organizacji Family Wrestling Entertainment (FWE), na wydarzeniu pay-per-view Back 2 Brooklyn. Była heelem, a jej postać wyróżniała się pogardą wobec diw. Tego dnia zaatakowała Katarinę Leigh, która razem z Marią Kanellis pokonała tag team The Beautiful People (Angelina Love i Velvet Sky). 4 października 2014 pokonała Marię Kanellis i wygrała FWE Women's Championship. Tej samej nocy straciła mistrzostwo po przegranej walce z Candice LeRae.
28 listopada 2014 debiutowała w meksykańskiej organizacji Lucha Libre AAA Worldwide (AAA), gdzie wraz z Faby Apache pokonała Sexy Star i Tayę. Vélez była w tej walce face’em. Taya należała wówczas do stajni Los Perros del Mal, którą dawniej reprezentowała Vélez.
15 sierpnia 2015 w organizacji World Wrestling League zdobyła zwakowany pas WWL Goddess Championship pokonując drugą pretendentkę, Barbie Boy. Posiadała pas przez około rok, po czym mistrzostwo zostało ponownie zwakowane 13 sierpnia 2016.
11 listopada 2016 w organizacji Wrestling Superstar pokonała Santanę Garrett i zdobyła tytuł Wrestling Superstar Women’s Championship.

## Styl walki
- Finishery
  - Disdain / Huntress DDT (Wheelbarrow DDT)[2][4]
  - Crimson Truth (Spin Kick)[1]
- Inne charakterystyczne ruchy
  - Elevated DDT
  - Guillotine choke
  - Roundhouse kick
  - Cazadora Bulldog
  - Crossbody Block
  - Northern Lights Suplex
  - Top Rope Headscissors
  - Top Rope Huracanrana
  - Wheelbarrow Bulldog[2][1]
- Przydomki
  - „The Huntress”
  - „The Baddest Bitch In The Building”
  - „Anti-Diva”[4]

## Mistrzostwa i osiągnięcia
- Family Wrestling Entertainment
  - FWE Women’s Championship (1 raz)
- Lucha Underground
  - Lucha Underground Trios Championship (2 razy) – z Angelico i Mattem Crossem (The Son of Havoc)
  - Zwyciężczyni turnieju Lucha Underground Trios Title Tournament – z Angelico i Mattem Crossem[4]
- Pro Wrestling Revolution
  - PWR World Women’s Championship (1 raz)
- SHINE Wrestling
  - SHINE Championship (2 razy)
  - SHINE Tag Team Championship (1 raz) – z Mercedes Martinez[4]
- Vanguard Wresting Allstar Alliance
  - VWAA Women’s Title (1 raz)[2][1]
- Wrestling Superstar
  - Wrestling Superstar Women’s Championship (1 raz)
- World Wrestling League
  - WWL Goddess Championship (1 raz)
- Pro Wrestling Illustrated
  - 7. miejsce na liście PWI Top 50 Females w 2014 roku
  - 25. miejsce na liście PWI Top 50 Females w 2015 roku
  - 11. miejsce na liście PWI Top 50 Females w 2016 roku[4]